# Fatum (windmolen)
Fatum (Fries: Fâltum) is een poldermolen in Fatum, ten zuidoosten van het Friese dorp Tzum dat in de Nederlandse gemeente Waadhoeke ligt.

## Beschrijving
Fatum bemaalde tot aan de ruilverkaveling een polder met dezelfde naam. De ondertoren van deze spinnenkopmolen dateert mogelijk uit de achttiende eeuw. In 1914 en 1915 werd de molen door brand verwoest en weer herbouwd. Tot een restauratie aan het einde van de jaren zestig was Fatum voorzien van zelfzwichting; sindsdien is de molen Oudhollands opgehekt. In 1989 is de molen opnieuw gerestaureerd.
In Teetlum, ook bij Tzum staat nog een tweede spinnenkopmolen, Duivenhok genaamd.